# Vanault-les-Dames
 Vanault-les-Dames  es una población y comuna francesa, en la región de Champaña-Ardenas, departamento de Marne, en el distrito de Vitry-le-François y cantón de Heiltz-le-Maurupt.

## Demografía
| 403 | 410 | 348 | 345 | 292 | 331 |
| Para los censos de 1962 a 1999 la población legal corresponde a la población sin duplicidades (Fuente: INSEE [Consultar]) |     |     |     |     |     |